# Kaffekvarnen
Kaffekvarnen är ett musikprogram för äldre musik i Yle Vega. Programmet hade premiär den 24 september 1994 med Mårten Holm som redaktör. Holm ledde programmet fram till 2019 då Ann-Sophie Sandström tog över. Under Holms redaktörskap var principen att inte spela musik inspelad efter hans födelseår 1964. Under Sandströms ledning togs musik till och med 1970-talet med.